# Danionella dracula
Danionella dracula ist eine Fischart aus der Familie der Karpfenfische (Cyprinidae). Die Art wurde 2009 beschrieben. Das Artepitheton dracula weist auf deutlich vergrößerte eckzahnartige Auswüchse der Kieferknochen der Tiere hin.

## Merkmale
Der Körper von Danionella dracula ist schuppenlos und länglich, mit fast rundem Querschnitt des Abdomens und hinter der Afterflosse seitlich abgeflacht. Die Tiere sind weitgehend farblos und durchscheinend und weisen entlang der Flanken nur in fünf Reihen von Melanocyten dunkle Pigmente sowie eine gelbliche Linie entlang des Neuralrohrs auf. Die pigmentierten vorderen und hinteren Schwimmblasen sind durch Lücken in der Rumpfmuskulatur sichtbar. Die Seitenlinie weist keine Kanäle oder Poren auf. Die Rückenflosse ist kurz und steht über der hinteren Hälfte der langgestreckten Afterflosse. Die Schwanzflosse sitzt an einem langen Schwanzstiel und ist gegabelt. After und Genitalien sitzen beim Männchen deutlich vor, beim Weibchen direkt vor der Afterflosse. Die Gesamtlänge beträgt maximal etwa 17 Millimeter.
Der große Kopf weist große Augen und gut entwickelte Nasenöffnungen auf. Das Maul ist unterständig, die Kiefer sind bei den Männchen deutlich vergrößert und daher stark vorstehend.
Von den anderen Arten der Gattung unterscheidet sich Danionella dracula durch:
- nur einen, statt zweier Knochen im Oberkiefer,
- eine einzelne Zahnreihe in Ober- und Unterkiefer mit je 6 bis 13 zahnartigen Auswüchsen, von denen die vordersten stark vergrößert und Eckzahnartig ausgebildet sind und deutlich aus dem Maul herausragen,
- dem Fehlen von Kieferknorpel,
- die geringere Anzahl von Flossenstrahlen.

Die Art weist zudem ein reduziertes Skelett auf, das 44 Knochen weniger besitzt als das des nah verwandten Zebrabärblings (Danio rerio).

## Vorkommen und Lebensweise
Die Art ist nur aus einem kleinen Fluss nahe Sha Du Zup in Nord-Myanmar bekannt. Über ihre Lebensweise in ihrem natürlichen Lebensraum wurde bisher nichts nennenswertes publiziert. Molekularbiologische Untersuchungen weisen darauf hin, dass sich die Art vor etwa 30 Millionen Jahren vom Rest der Gattung abgespalten hat. In Gefangenschaft gehaltene Tiere haben eine Lebensdauer von etwa einem Jahr.